# 역차별
역차별(逆差別, 영어: reverse discrimination)은 역사적으로 불이익을 받았던 소수 그룹의 이익을 위해, 우세하거나 다수의 그룹에 행해지는 차별이다. 이 그룹에는 장애, 민족, 가족의 지위, 성정체성, 국적, 인종, 종교, 성별, 성적 지향 등의 요소로 정의될 수 있다.

## 같이 보기
- 더블 스탠더드
- 소수주의
- 역인종차별